# Nicki Chan-Lam
Nicola Chan-Lam dite Nicki Chan-Lam, née le 4 novembre 1991, est une joueuse de badminton mauricienne.

## Palmarès

### Jeux africains
- Jeux africains de 2015 à Brazzaville
  -  Médaille d'or en équipe mixte
  -  Médaille de bronze en simple dames

### Championnats d'Afrique par équipes
- Championnats d'Afrique de badminton par équipes 2018 à Alger
  -  Médaille d'or en équipe dames
- Championnats d'Afrique de badminton par équipes 2016 à Rose Hill
  -  Médaille d'or en équipe dames

### Jeux des îles de l'océan Indien
- Jeux des îles de l'océan Indien 2015 à La Réunion
  -  Médaille de bronze en simple dames
  -  Médaille de bronze en double dames avec Shama Aboobakar